# Denis Ulanov
Denis Ulanov (Zyryanovsk, 28 de outubro de 1993) é um halterofilista olímpico cazaque. Ele representou o seu país nos Jogos Olímpicos de Verão de 2016, onde conquistou a medalha de bronze na categoria até 85 kg, após o atleta que havia conquistado a medalha ter sido desqualificado por doping de testosterona. Em 8 de dezembro de 2016, o Tribunal Arbitral do Esporte desqualificou o levantador de peso Gabriel Sîncrăian, da Romênia; com isso, Ulanov ficou em terceiro lugar..

## Principais resultados
| Ano                   | Local                   | Peso            | Arranque (kg)   | Arranque (kg)   | Arranque (kg)   | Arranque (kg)   | Arremesso (kg)  | Arremesso (kg)  | Arremesso (kg)  | Arremesso (kg)  | Total           | Pos.            |
| Ano                   | Local                   | Peso            | 1               | 2               | 3               | Pos.            | 1               | 2               | 3               | Pos.            | Total           | Pos.            |
| Jogos Olímpicos       | Jogos Olímpicos         | Jogos Olímpicos | Jogos Olímpicos | Jogos Olímpicos | Jogos Olímpicos | Jogos Olímpicos | Jogos Olímpicos | Jogos Olímpicos | Jogos Olímpicos | Jogos Olímpicos | Jogos Olímpicos | Jogos Olímpicos |
| --------------------- | ----------------------- | --------------- | --------------- | --------------- | --------------- | --------------- | --------------- | --------------- | --------------- | --------------- | --------------- | --------------- |
| 2016                  | Rio de Janeiro, Brasil  | 85 kg           | 170             | 175             | 175             | 4               | 215             | 215             | 215             | 3               | 390             | 3               |
| Campeonatos Mundiais  |                         |                 |                 |                 |                 |                 |                 |                 |                 |                 |                 |                 |
| 2018                  | Tashkent, Turcomenistão | 89 kg           | 155             | 160             | -               | 12              | 192             | 192             | 200             | 15              | 352             | 14              |
| Campeonatos Asiáticos |                         |                 |                 |                 |                 |                 |                 |                 |                 |                 |                 |                 |
| 2019                  | Ningbo, China           | 81 kg           | 151             | 156             | 160             | 3               | 190             | 196             | 196             | 3               | 356             | 3               |
| 2016                  | Tashkent, Uzbequistão   | 77 kg           | 160             | 165             | 168             | 1               | 200             | 205             | 205             | 1               | 373             | 1               |
| Universíade           |                         |                 |                 |                 |                 |                 |                 |                 |                 |                 |                 |                 |
| 2017                  | Taipei, Taiwan          | 85 kg           | 165             | 170             | 170             | 2               | 200             | 200             | 221             | 1               | 365             | 1               |